# Messapische Sprache

Sprachgebiete im Italien des 6. Jahrhunderts v. Chr.

Die messapische Sprache ist eine ausgestorbene Sprache, die ehemals von den Messapiern in der heutigen Region Apulien im südöstlichen Italien gesprochen wurde.
Die messapische Sprache wird allgemein zu den indogermanischen Sprachen gerechnet, die weitere Klassifikation ist jedoch umstritten. Eine Theorie, wonach das Messapische der illyrischen Sprache am nächsten verwandt sein soll, stützt sich vor allem auf antike Quellen, die berichten, dass die Messapier von der gegenüberliegenden Adriaküste eingewandert seien, wobei es von der illyrischen Sprache selbst kaum Sprachzeugnisse gibt. Jedoch gibt es 300 Messapier-Inschriften, die kaum übersetzt wurden.
Die Sprache ist durch zahlreiche, meist jedoch recht kurze Inschriften belegt, die bisher nur teilweise gedeutet werden konnten.